# Ascariosi
L'ascariosi o ascariasi és una helmintosi humana causada pel cuc nematode paràsit Ascaris lumbricoides. Probablement un quart de la població mundial n'està infectada, amb taxes del 45% a Amèrica Llatina i del 95% en parts d'Àfrica. És una de les helmintosis transmeses per terra que l'OMS inclou a la llista de Malalties tropicals desateses. L'ascariosi és particularment prevalent en zones tropicals i en zones d'higiene pobra. Altres espècies del gènere Ascaris també són paràsites i poden infectar animals domèstics. S'han identificat certs gens en poblacions humanes que poden fer que se sigui més susceptible a la infecció.
La infestació ocorre a través de la ingestió d'aliments contaminats amb excrements que continguin ous d'Ascaris. Les larves es desclouen a l'intestí arriben als pulmons i finalment migren al tracte respiratori. Des d'ell són reabsorbits i maduren a l'intestí arribant a fer 30 cm de llargada i s'ancoren a la paret intestinal.
Les infeccions normalment no presenten símptomes, però poden anar acompanyades d'inflamació, febre i diarrea i hi pot haver problemes seriosos si els cucs migren a altres parts del cos.

## Tractament
Els tractaments farmacèutics que maten aquests nematodes s'anomenen ascaricides i inclouen: mebendazole, piperazina, pirantel, albendazole, tiabendazole i oli de quenopodi.
També els corticoesteroides poden tractar els símptomes.
Els natius americans tradicionalment utilitzaven epazote (Chenopodium ambrisioides) de relativa eficàcia.